# Olav V.

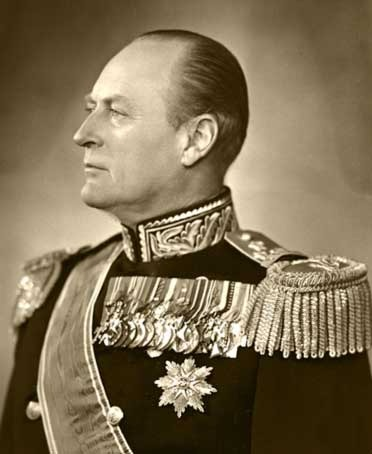
Olav V. (1957)

Olav V., als Prinz Alexander Edvard Christian Frederik von Dänemark aus dem Haus Schleswig-Holstein-Sonderburg-Glücksburg (* 2. Juli 1903 in Sandringham House, Norfolk; † 17. Januar 1991 in Oslo) war von 1957 bis zu seinem Tod König von Norwegen.

## Das frühe Leben als Kronprinz
Er war der Sohn von König Haakon VII., geborener Prinz Carl von Dänemark, und dessen Frau Maud, geborene Prinzessin von Großbritannien und Irland.

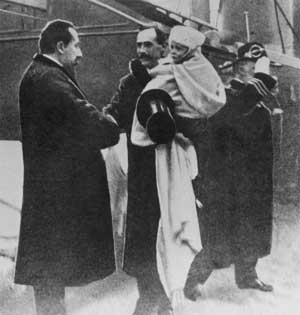
Ankunft von Olav in Norwegen 1905 auf dem Arm seines Vaters Haakon;
links Ministerpräsident Christian Michelsen

 Nachdem 1905 die Personalunion zwischen Norwegen und Schweden durch die Unabhängigkeitserklärung Norwegens beendet worden war, wurde Prinz Carl von Dänemark vom Storting, dem norwegischen Parlament, zum König gewählt. Nach einer auf Wunsch des Prinzen abgehaltenen bestätigenden Volksabstimmung nahm Carl die Wahl an und änderte seinen Namen auf Haakon. Gleichzeitig wurde sein Sohn, Prinz Alexander, das einzige Kind des Königspaares, Kronprinz Olav.
Schon bei der Ankunft der neuen Königsfamilie in Norwegen wurde der kleine Kronprinz zum Liebling der Norweger. Seine Eltern bestanden darauf, dass er so weit wie möglich eine norwegische Identität und Erziehung erhalten sollte. Im sehr egalitär orientierten Norwegen galt es, die Rolle des Königshauses und damit die des Kronprinzen neu zu definieren. In den ersten Jahren der neuen Dynastie ging es deshalb vor allem darum, ein Gleichgewicht zwischen unkonventionellen norwegischen Umgangsformen und dem Repräsentationsbedürfnis einer Monarchie zu finden.

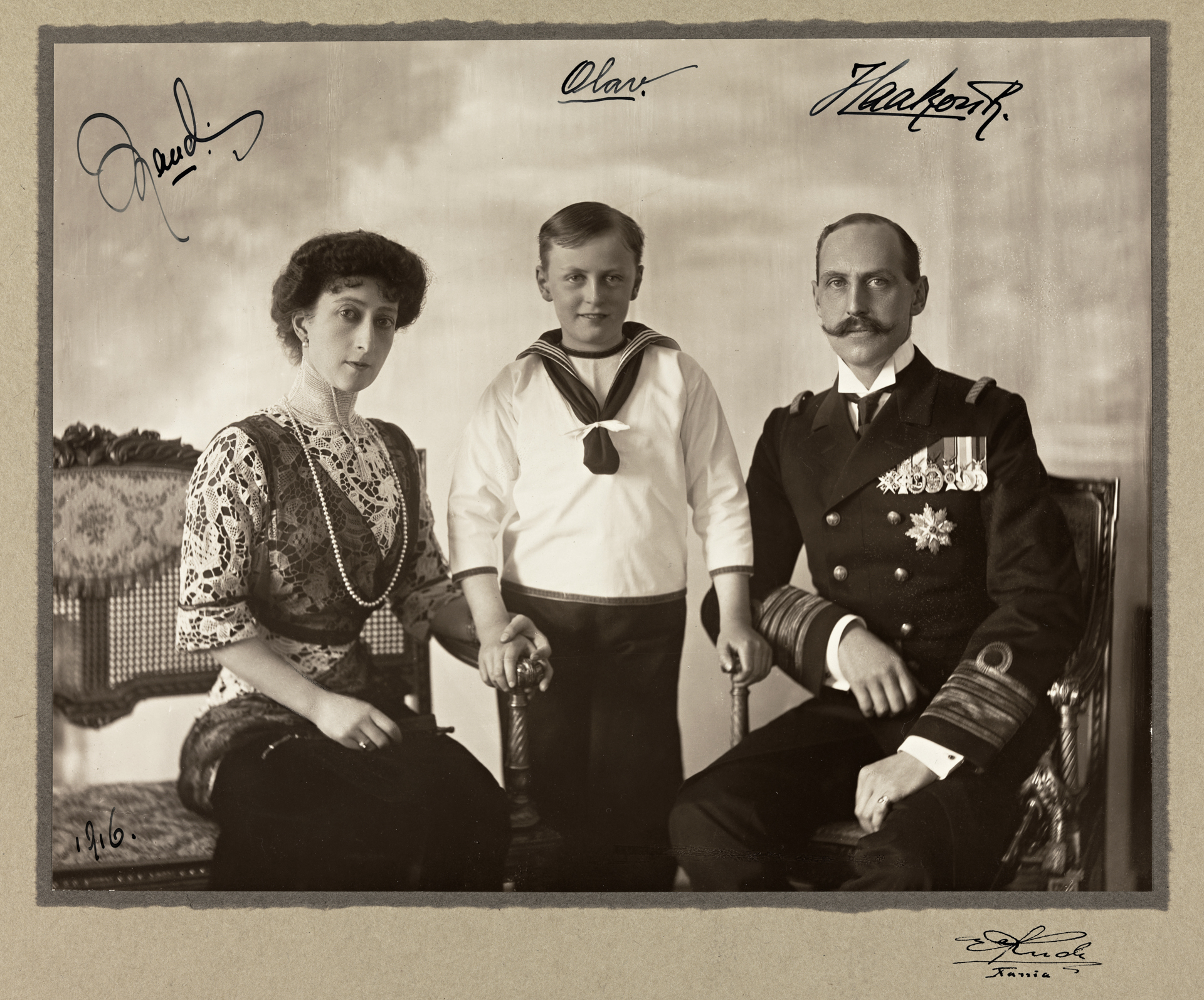
Olav zwischen seinen Eltern Königin Maud und König Haakon

Nach den ersten Jahren mit Privatunterricht im Schloss durfte er als Jugendlicher eine bürgerliche, jedoch nicht elitäre Privatschule besuchen, wo Olav persönlich aufblühte. Während seines Militärdienstes wurden dem Kronprinzen auf eigenen Wunsch keine Sonderprivilegien erteilt.
Seine Studienzeit verbrachte der Kronprinz auf dem Balliol College an der University of Oxford, wo er Politikwissenschaft studierte. Er interessierte sich lebhaft für Mathematik, Geschichte und Literatur und bis ins hohe Alter amüsierte König Olav sich damit, Gleichungen dritten Grades zu lösen. Denn er nahm an, so sagte er, dass niemand es wagen würde, ihm zu sagen, wenn er mental versage. Er glaubte aber, er würde es selbst wissen, wenn er nicht mehr fähig sei, die Gleichungen zu lösen.
Nach ihm sind die Kronprinz-Olav-Küste in der Antarktis und das Olav-V-Land auf der Insel Spitzbergen benannt.

## Volljährigkeit und Ehe
Als er mit Erreichen der Volljährigkeit neben seinem Vater, dem König, an den Sitzungen des Staatsrates (statsråd), der wöchentlichen Tagung der norwegischen Regierung, teilnehmen durfte, wurde dem Kronprinzen bald deutlich, dass Norwegen, vor allem durch die gesellschaftlichen Forderungen der Arbeiterbewegung, große und unvermeidbare politische Veränderungen bevorstanden. Als König Haakon 1929 die erste sozialistische Regierung Norwegens mit den berühmten Worten: „Ich bin auch der König der Kommunisten.“ bestätigte, mag der alternde König unter dem Einfluss seines gesellschaftlich wohl orientierten Sohnes gestanden haben. Diese konstitutionelle Anerkennung des Staatsoberhauptes mag dazu beigetragen haben, dass die norwegische Arbeiterpartei den konstitutionellen und demokratischen und nicht den revolutionären Weg an die Macht beibehielt.

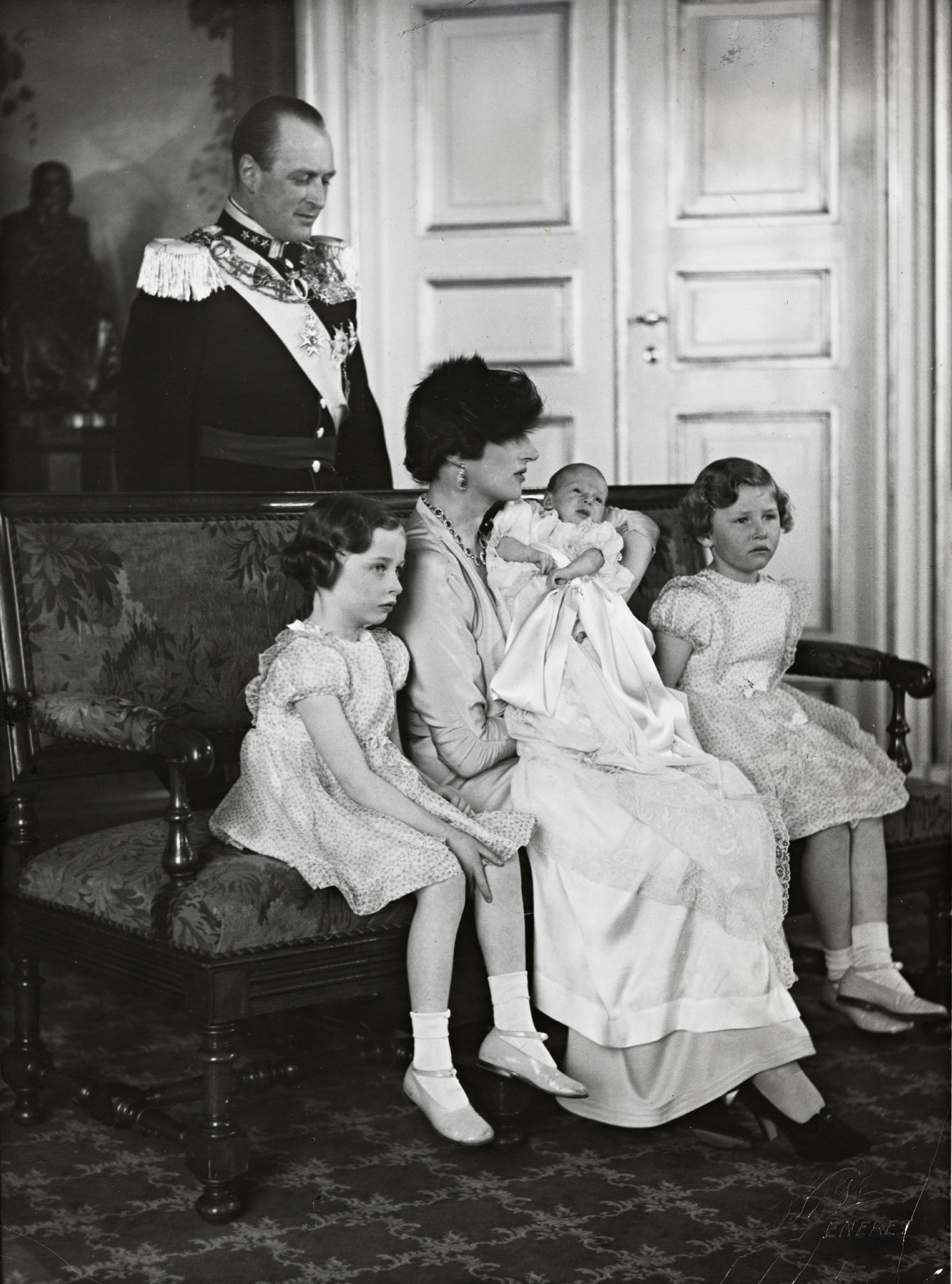
Das Kronprinzenpaar mit seinen drei Kindern, 1937.

Kronprinz Olav heiratete am 21. März 1929 seine Cousine Prinzessin Märtha von Schweden. Die Ehe wurde, sowohl in Norwegen als auch in Schweden, äußerst wohlwollend aufgenommen und leitete eine Verbesserung der gegenseitigen Beziehungen der beiden Länder nach der Trennung von 1905 ein. Die Ehe soll, trotz der passenden dynastischen Verbindungen, die daraus folgten, auf einer gemeinsamen Liebe und Zuneigung beruht haben. Die Kronprinzenfamilie zog bald darauf im Landsitz Skaugum ein.
Das Kronprinzenpaar bekam drei Kinder:
- Prinzessin Ragnhild Alexandra von Norwegen (1930–2012) ⚭ 1953 Erling Sven Lorentzen (1923–2021);
- Prinzessin Astrid Maud Ingeborg von Norwegen (* 1932) ⚭ 1961 Johan Martin Ferner (1927–2015);
- König Harald V. von Norwegen (* 1937) ⚭ 1968 Sonja Haraldsen (* 1937).

Unter den offiziellen Reisen des Kronprinzenpaares war wohl die Reise durch die Vereinigten Staaten (1939) die wichtigste. Neben den pflichterfüllenden Auftritten bei unzähligen Nachkömmlingen norwegischer Emigranten überall in den USA hatte das Kronprinzenpaar die Gelegenheit, das amerikanische Präsidentenpaar, Franklin Delano Roosevelt und Eleanor Roosevelt kennenzulernen.

## Sportliche Aktivitäten und Hobbys
Kronprinz Olav lernte früh das Skifahren, wie auch das Skispringen, und nahm als Skispringer an Wettkämpfen auf dem Holmenkollbakken teil. Daneben war der Kronprinz ein leidenschaftlicher Segler und Mitglied im Kongelig Norsk Seilforening. Er gewann mit seiner Segelyacht Norna 1928 die Goldmedaille in der 6mR-Klasse bei den Olympischen Spielen in Amsterdam. Mit seiner 8mR-Yacht Sira (Baujahr 1938) segelte er sehr erfolgreich. Er stiftete 1983 den nach seiner Yacht benannten Sira Cup. Er segelte bis ins hohe Alter. Olav interessierte sich auch für Kunst, Kultur und Literatur.

## Der Kronprinz im Krieg
Am 9. April 1940 wurde Norwegen ohne Vorwarnung von deutschen Truppen angegriffen. Der König und die Kronprinzenfamilie, die Regierung und das Storting flüchteten vor den deutschen Streitkräften nordwärts. Kronprinzessin Märtha und die drei Kinder gingen mit Einverständnis des Königs und des Kronprinzen ins Exil nach Schweden, wo sie von der Familie der Kronprinzessin aufgenommen wurden.
König und Kronprinz verblieben jedoch in Norwegen, immer gen Norden zurückziehend, mehrmals unter Angriff von der deutschen Luftwaffe. Der König weigerte sich jedoch beharrlich, ein nationalsozialistisches Marionettenkabinett unter Vidkun Quisling zu ernennen. Zum ersten Mal seit 1905 sprach er im Kabinett seine eigene Meinung aus, bevor er die seiner Regierung hörte: Er habe, sagte er, seit 1905 nur einen Herrn gehabt, und dieser sei die norwegische Verfassung gewesen. Wenn die legale Regierung entscheiden würde, aufgrund der schwierigen Situation vor den Deutschen zu kapitulieren und deren Forderungen entgegenzukommen, würde er dies zwar verstehen, für sich aber keine andere Wahl sehen, als abzudanken. Diese konsequente und unpragmatische Haltung, die unter anderem die Grundlage für den späteren norwegischen Widerstandskampf bildete, hatte der König zuvor mit seinem Sohn Olav beraten. Einer seiner Minister aus diesen Tagen meinte später zur Beziehung der beiden damals: „Der König und der Kronprinz wurden zu einer Person.“
Am 7. Juni 1940 wurden der König, der Kronprinz und die Regierung vom britischen Kreuzer Devonshire aufgenommen und von Tromsø in Nord-Norwegen ins Londoner Exil gebracht. Die Kronprinzessin reiste mit ihren Kindern schließlich in die Vereinigten Staaten. Kronprinz Olav besuchte seine Familie während des Krieges mindestens einmal jährlich in den USA, blieb aber die meiste Zeit hindurch an der Seite seines Vaters in London. Er gewann große Bedeutung innerhalb der norwegischen Exilregierung und wurde 1944 zum „Forsvarssjef“ (Verteidigungschef) der Exilarmee ernannt. Dieses Amt war nicht zeremonieller Natur, sondern beinhaltete einen politischen Auftrag. Bis heute hat kein anderes Mitglied der königlichen Familie dieses Amt mehr ausgeübt. Wie sein Vater, wandte sich Kronprinz Olav mehrmals während des Krieges über die BBC an das norwegische Volk.

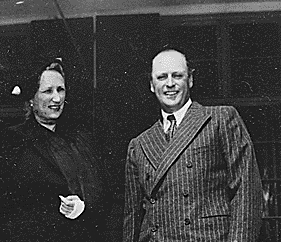
Das Kronprinzenpaar im Juni 1950

 Als erster Repräsentant der norwegischen Exilregierung kehrte Kronprinz Olav bereits am 12. Mai 1945 nach Norwegen zurück. Seine Rückkehr gestaltete sich triumphal und wurde nur von den Feierlichkeiten zur Rückkehr des Königs am 7. Juni 1945 übertroffen. Haakon und die königliche Familie kehrten auf demselben Kreuzer, mit dem sie auf den Tag genau fünf Jahre zuvor Norwegen hatten verlassen müssen, nach Norwegen zurück. Nachdem der König und die Regierung wieder in Oslo waren, legte Kronprinz Olav sein Amt als Verteidigungschef nieder.
Nach den Wahlen im Herbst 1945 zogen sich König und Kronprinz wieder ins repräsentative Leben der konstitutionellen Monarchie zurück. Die Verbundenheit zwischen dem Königshaus und dem norwegischen Volk war aber durch die Leistung des Königs und des Kronprinzen während des Krieges gefestigt worden. Nach dem Krieg wurde der Monarch als Garant und Verteidiger der Demokratie und des Volkswillens empfunden, und keine der folgenden sozialdemokratischen Regierungen stellte die Monarchie als Staatsform in Frage.
Es folgte jetzt eine ruhige politische Epoche, während derer die wechselnden Regierungen der Norwegischen Arbeiterpartei (Arbeiderpartiet) den Wiederaufbau des Landes vorantrieben.
1954 starb Kronprinzessin Märtha nach längerer Krankheit.

## König von Norwegen
Als König Haakon am 21. September 1957 starb, folgte Kronprinz Olav seinem Vater als Olav V. auf den norwegischen Thron. Er übernahm auch dessen Wahlspruch „Alt for Norge“ („Alles für Norwegen“). Nachdem die konstitutionellen Formalitäten des ersten Thronwechsels seit der Unabhängigkeit und der neuen Dynastie in Norwegen erledigt waren (Eidaufnahme im „Statsråd“ und im Storting), führte der neue König ein neues Zeremoniell ein. Die traditionelle Krönungszeremonie im Dom von Trondheim (Nidarosdom) war zwar schon 1912 aus der Verfassung entfernt worden – dennoch wollte der neue König, der ein gläubiger Christ war, die Segnung der Kirche erhalten, da er ja auch Oberhaupt der Norwegischen Staatskirche war. Da die sozialdemokratische Regierung traditionellen Krönungsfeierlichkeiten kritisch gegenüberstand, schlug sie einen einfachen, kirchlichen „Segnungsgottesdienst“ vor. Trotzdem setzte sich der König in seinem Anliegen durch und es fand ein Staatsakt statt, an dem alle Repräsentanten des öffentlichen Lebens teilnahmen. Unter seinem Sohn und Nachfolger König Harald V. gab es 1991 gegen das gleiche Zeremoniell keinen politischen Widerstand mehr. Die norwegische Thronfolgezeremonie geht somit auf König Olav V. zurück.

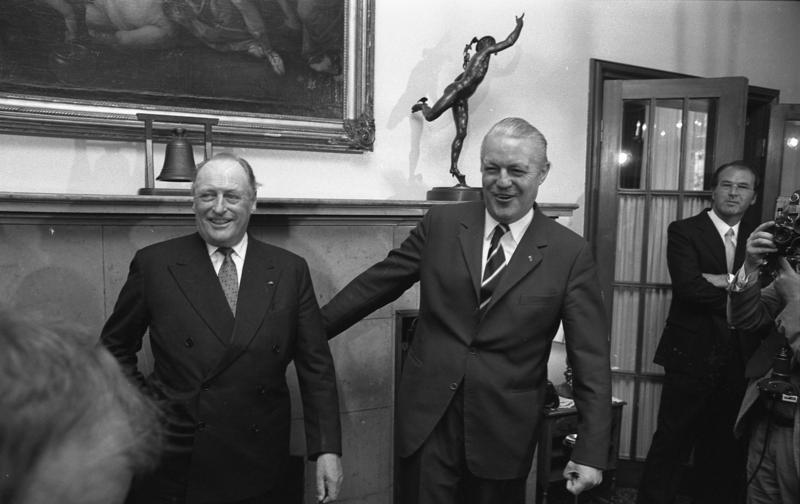
König Olav V. (links) und Gerhard Stoltenberg (1973)

Seine Aufgaben als Staatsoberhaupt erfüllte Olav V. während seiner gesamten Amtszeit mit äußerstem Pflichtbewusstsein. Sein Empfang von Richard von Weizsäcker, dem damaligen Bundespräsidenten der Bundesrepublik Deutschland im September 1986, 41 Jahre nach dem Ende der deutschen Besatzung im Zweiten Weltkrieg verdeutlichte den Wandel in den Beziehungen beider Länder in der Nachkriegszeit.
Unter seiner Herrschaft von 1957 bis 1991 veränderten sich die norwegische Gesellschaft und Politik erheblich, wobei die Politiker dem König stets mit höchster Achtung begegneten. Dennoch war sich der König bewusst, dass seine verfassungsrechtlichen Möglichkeiten, sich in die Politik einzumischen, mittlerweile rein formeller Natur waren. Als „Folkekonge“ („Volkskönig“), legte er seine Gestaltungsmöglichkeiten neu aus, und seine unförmliche und direkte Art kam ihm dabei zugute. Im Unterschied zu seinem Vater gab er auch (seltene) Interviews. 1962 wurde er in Schottland als bisher einziger Ausländer zum Mitglied des Distelordens gewählt. Während der Ölkrise 1973 fuhr der König zur wochenendlichen Skifahrt beim Holmenkollen mit der U-Bahn, um sich mit dem Volk solidarisch zu erklären, für das am Wochenende ein Autofahrverbot herrschte.
Olav V. starb am 17. Januar 1991 in Kongsseteren, einer 1910 errichteten Blockhaus-Villa vor den Toren Oslos an Herzversagen. Sein Tod rief eine große nationale Anteilnahme hervor.
König Olav wurde in der Krypta der Festung Akershus an der Seite seiner Frau bestattet.

## Vorfahren
|  |                                                   |  |  |  |  |  |  |  |  |  |  |  |  |
|  | Christian IX. König von Dänemark (1818–1906)      |  |  |  |  |  |  |  |  |  |  |  |  |
|  |                                                   |  |  |  |  |  |  |  |  |  |  |  |  |
|  |                                                   |  |  |  |  |  |  |  |  |  |  |  |  |
|  | Friedrich VIII., König von Dänemark (1843–1912)   |  |  |  |  |  |  |  |  |  |  |  |  |
|  |                                                   |  |  |  |  |  |  |  |  |  |  |  |  |
|  |                                                   |  |  |  |  |  |  |  |  |  |  |  |  |
|  | Louise von Hessen (1817–1898)                     |  |  |  |  |  |  |  |  |  |  |  |  |
|  |                                                   |  |  |  |  |  |  |  |  |  |  |  |  |
|  |                                                   |  |  |  |  |  |  |  |  |  |  |  |  |
|  | Haakon VII., König von Norwegen (1872–1957)       |  |  |  |  |  |  |  |  |  |  |  |  |
|  |                                                   |  |  |  |  |  |  |  |  |  |  |  |  |
|  |                                                   |  |  |  |  |  |  |  |  |  |  |  |  |
|  | Karl XV., König von Schweden (1826–1872)          |  |  |  |  |  |  |  |  |  |  |  |  |
|  |                                                   |  |  |  |  |  |  |  |  |  |  |  |  |
|  |                                                   |  |  |  |  |  |  |  |  |  |  |  |  |
|  | Louise von Schweden-Norwegen (1851–1926)          |  |  |  |  |  |  |  |  |  |  |  |  |
|  |                                                   |  |  |  |  |  |  |  |  |  |  |  |  |
|  |                                                   |  |  |  |  |  |  |  |  |  |  |  |  |
|  | Luise von Oranien-Nassau (1828–1871)              |  |  |  |  |  |  |  |  |  |  |  |  |
|  |                                                   |  |  |  |  |  |  |  |  |  |  |  |  |
|  |                                                   |  |  |  |  |  |  |  |  |  |  |  |  |
|  | Olav V. König von Norwegen                        |  |  |  |  |  |  |  |  |  |  |  |  |
|  |                                                   |  |  |  |  |  |  |  |  |  |  |  |  |
|  |                                                   |  |  |  |  |  |  |  |  |  |  |  |  |
|  | Albert von Sachsen-Coburg und Gotha (1819–1861)   |  |  |  |  |  |  |  |  |  |  |  |  |
|  |                                                   |  |  |  |  |  |  |  |  |  |  |  |  |
|  |                                                   |  |  |  |  |  |  |  |  |  |  |  |  |
|  | Eduard VII., König von Großbritannien (1841–1910) |  |  |  |  |  |  |  |  |  |  |  |  |
|  |                                                   |  |  |  |  |  |  |  |  |  |  |  |  |
|  |                                                   |  |  |  |  |  |  |  |  |  |  |  |  |
|  | Victoria, Königin von Großbritannien (1819–1901)  |  |  |  |  |  |  |  |  |  |  |  |  |
|  |                                                   |  |  |  |  |  |  |  |  |  |  |  |  |
|  |                                                   |  |  |  |  |  |  |  |  |  |  |  |  |
|  | Maud von Großbritannien und Irland (1869–1938)    |  |  |  |  |  |  |  |  |  |  |  |  |
|  |                                                   |  |  |  |  |  |  |  |  |  |  |  |  |
|  |                                                   |  |  |  |  |  |  |  |  |  |  |  |  |
|  | Christian IX. König von Dänemark (1818–1906)      |  |  |  |  |  |  |  |  |  |  |  |  |
|  |                                                   |  |  |  |  |  |  |  |  |  |  |  |  |
|  |                                                   |  |  |  |  |  |  |  |  |  |  |  |  |
|  | Alexandra von Dänemark (1844–1925)                |  |  |  |  |  |  |  |  |  |  |  |  |
|  |                                                   |  |  |  |  |  |  |  |  |  |  |  |  |
|  |                                                   |  |  |  |  |  |  |  |  |  |  |  |  |
|  | Louise von Hessen (1817–1898)                     |  |  |  |  |  |  |  |  |  |  |  |  |
|  |                                                   |  |  |  |  |  |  |  |  |  |  |  |  |
|  |                                                   |  |  |  |  |  |  |  |  |  |  |  |  |

Anmerkung: Durch innerfamiliäre Heiraten sind das dänische Königspaar Christian IX. und seine Frau Louise zweifache Urgroßeltern von Olav V. Dieses vor allem im Hochadel verbreitete Phänomen wird Ahnenverlust genannt.